# Heinrich Schweiger
Heinrich Schweiger (* 23. Juli 1931 in Wien; † 14. Juli 2009 in Salzburg) war ein österreichischer Schauspieler.

## Leben
Schweiger absolvierte das Max-Reinhardt-Seminar und gab 1947 sein Debüt in Die Wunder-Bar von Karl Farkas am Neuen Schauspielhaus. 1948 trat er erstmals am Theater in der Josefstadt auf. Am 21. September 1949 hatte er in Der Hauptmann von Köpenick seinen ersten Auftritt am Burgtheater, zu dessen Ensemble er fortan gehörte.
1956 erhielt er ein Engagement am Bayerischen Staatsschauspiel München und 1957 am Düsseldorfer Schauspielhaus. Ab 1961 spielte Schweiger wieder am Burgtheater und wurde einer von dessen prägnantesten Darstellern. Er spielte unter anderem die Titelfiguren von Othello, Richard III., Don Carlos (mit Werner Krauß, als Übernahme von Oskar Werner) und Götz von Berlichingen, den Puntila in Herr Puntila und sein Knecht Matti, aber auch den Doolittle in dem Musical My Fair Lady.
In den 1960er Jahren gastierte er unter anderem in Berlin an der Freien Volksbühne und am Theater am Kurfürstendamm. Bei den Salzburger Festspielen, wo er ab 1952 regelmäßig auftrat, verkörperte er zwölf Jahre den Teufel beziehungsweise den Mammon. 1960 spielte er bei den Luisenburg-Festspielen in Wunsiedel den Titus Feuerfuchs in Johann Nestroys „Der Talisman“ (Regie: Gustav Manker). Schweiger gastierte an verschiedenen anderen Bühnen, machte Theatertourneen und führte auch mehrmals selbst Regie. 1972/73 gehörte er zum Ensemble des Thalia Theaters in Hamburg.
In Spielfilmen konnte sich Heinrich Schweiger in sehr unterschiedlichen Produktionen bewähren. Meist spielte er hochrangige Persönlichkeiten wie Kaiser Napoleon in zwei Wirtinnen-Filmen oder den Papst in Die Elixiere des Teufels. Er überzeugte sowohl in Musikkomödien wie Kinderarzt Dr. Fröhlich als Vorgesetzter von Roy Black als auch in ambitionierten Inszenierungen wie Trotta. In der Bockerer-Filmreihe spielte er den Sowjetobersten Novotny.

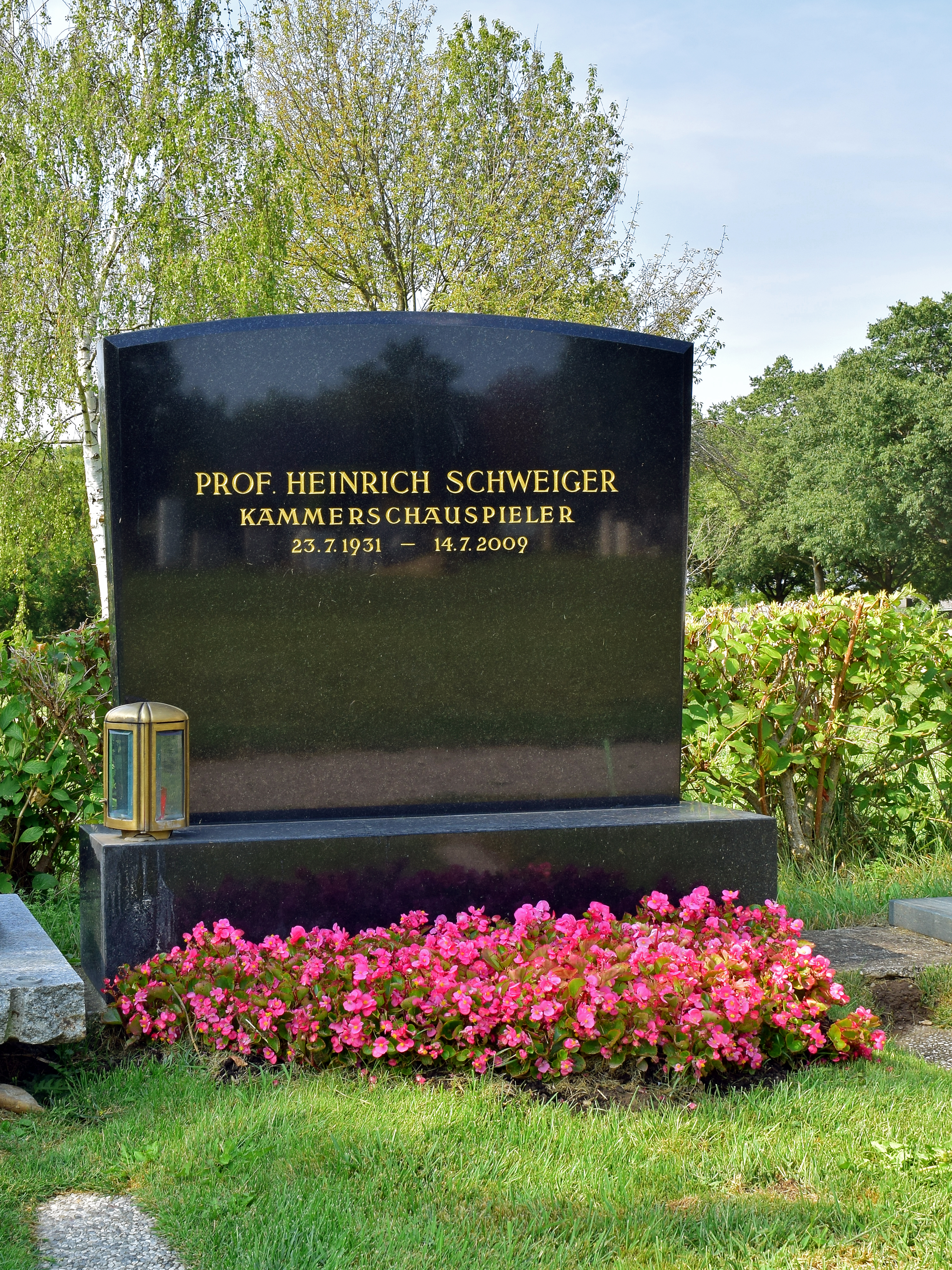
Ehrenhalber gewidmetes Grab auf dem Wiener Zentralfriedhof

Schweiger war ab 1983 in dritter Ehe mit der Journalistin und Politikerin Ursula Stenzel verheiratet. Aus der ersten Ehe mit Eva Schweiger stammen eine Tochter und ein Sohn, der einen Auftritt an der Seite seines Vaters im Fernsehfilm Vor Gericht seh’n wir uns wieder (1978, Regie: Peter Weck) hatte. Heute arbeitet dieser in der Direktion des Theatermuseums.
Wenige Tage vor seinem 78. Geburtstag erlag er am 14. Juli 2009 einem Herz-Kreislauf-Versagen infolge einer Gehirnblutung. Am 27. August 2009 wurde er in einem ehrenhalber gewidmeten Grab auf dem Wiener Zentralfriedhof (Gruppe 40, Nr. 74) beigesetzt.

## Auszeichnungen
Ausgezeichnet wurde der Kammerschauspieler Schweiger unter anderem 1967 mit der Kainz-Medaille, des Weiteren mit dem Österreichischen Ehrenkreuz für Wissenschaft und Kunst I. Klasse, der Goldenen Ehrenmedaille der Bundeshauptstadt Wien und der Ehrenmitgliedschaft am Burgtheater. 2003 erhielt er den Ehrentitel Professor.

## Filmografie (Auswahl)
- 1953: Eine Nacht in Venedig (Komm in die Gondel)
- 1953: Franz Schubert – Ein Leben in zwei Sätzen
- 1954: Wenn du noch eine Mutter hast (Das Licht der Liebe)
- 1959: Das schöne Abenteuer
- 1959: Johanna aus Lothringen
- 1961: Deutschland – deine Sternchen
- 1961: Jedermann
- 1962: Becket oder Die Ehre Gottes (Fernsehfilm)
- 1963: Elf Jahre und ein Tag
- 1964: Professor Bernhardi (Fernsehfilm)
- 1968: Tragödie auf der Jagd (Fernsehfilm)
- 1968: Frau Wirtin hat auch einen Grafen
- 1969: Frau Wirtin hat auch eine Nichte
- 1971: Trotta
- 1971: Kinderarzt Dr. Fröhlich
- 1972: Sie nannten ihn Krambambuli
- 1972: Meine Tochter – deine Tochter
- 1972: Der Schrei der schwarzen Wölfe
- 1972: Wie bitte werde ich ein Held? (À la guerre comme à la guerre)
- 1972: Briefe von gestern (Fernsehfilm)
- 1972–1976: Die Abenteuer des braven Soldaten Schwejk (Fernsehserie, 6 Folgen)
- 1973: Blau blüht der Enzian
- 1973: Crazy – total verrückt
- 1973: Traumstadt
- 1974: Zwei im siebenten Himmel
- 1975: Tatort – Urlaubsmord (Fernsehreihe)
- 1976: Bomber & Paganini
- 1976: Die Elixiere des Teufels
- 1977: In freier Landschaft (Fernseh-Zweiteiler)
- 1978: Der Mann im Schilf
- 1979: Hiob (Fernsehdreiteiler)
- 1979: Die großen Sebastians (Fernsehfilm)
- 1979: Tatort – Der King (Fernsehreihe)
- 1979: Wunder einer Nacht
- 1980: Ringstraßenpalais (Fernsehserie)
- 1980: Georg Friedrich Händels Auferstehung (Fernsehfilm)
- 1980: Joseph Roth – Ein Leben in Legenden (Fernsehfilm)
- 1981: Jägerschlacht
- 1982: Ein Kleid von Dior (Fernsehfilm)
- 1983: Tatort – Blütenträume (Fernsehreihe)
- 1984: Gespenstergeschichten (Serie; Episode: Die Verschwörung)
- 1984: Die Dame und die Unterwelt
- 1985: Die Krimistunde (Fernsehserie, Folge 16, Episode: „Und was bieten Sie?“)
- 1986: Echo Park
- 1986: Flucht ohne Ende (Fernsehfilm)
- 1986: Erdsegen (Fernsehfilm)
- 1987: Der Madonna-Mann
- 1991: Die Strauß-Dynastie
- 1994, 2004: Kommissar Rex (Fernsehserie, zwei Folgen)
- 1995: Ein Richter zum Küssen
- 1996: Der Unfisch
- 1996: Die Schuld der Liebe
- 1996: Der Bockerer II – Österreich ist frei
- 2000: Der Bockerer III – Die Brücke von Andau
- 2001: Edelweiß (Fernsehfilm)
- 2002: Ein Hund kam in die Küche (Fernsehfilm)
- 2003: Der Bockerer IV – Prager Frühling
- 2006: Der Winzerkönig – Am Scheideweg (Fernsehreihe)